# Jelena Walerjewna Nikitina
Jelena Walerjewna Nikitina (russisch Елена Валерьевна Никитина, englische Transkription Elena Valerevna Nikitina oder Yelena Valeryevna Nikitina; * 2. November 1992 in Moskau) ist eine russische Skeletonpilotin.

## Werdegang

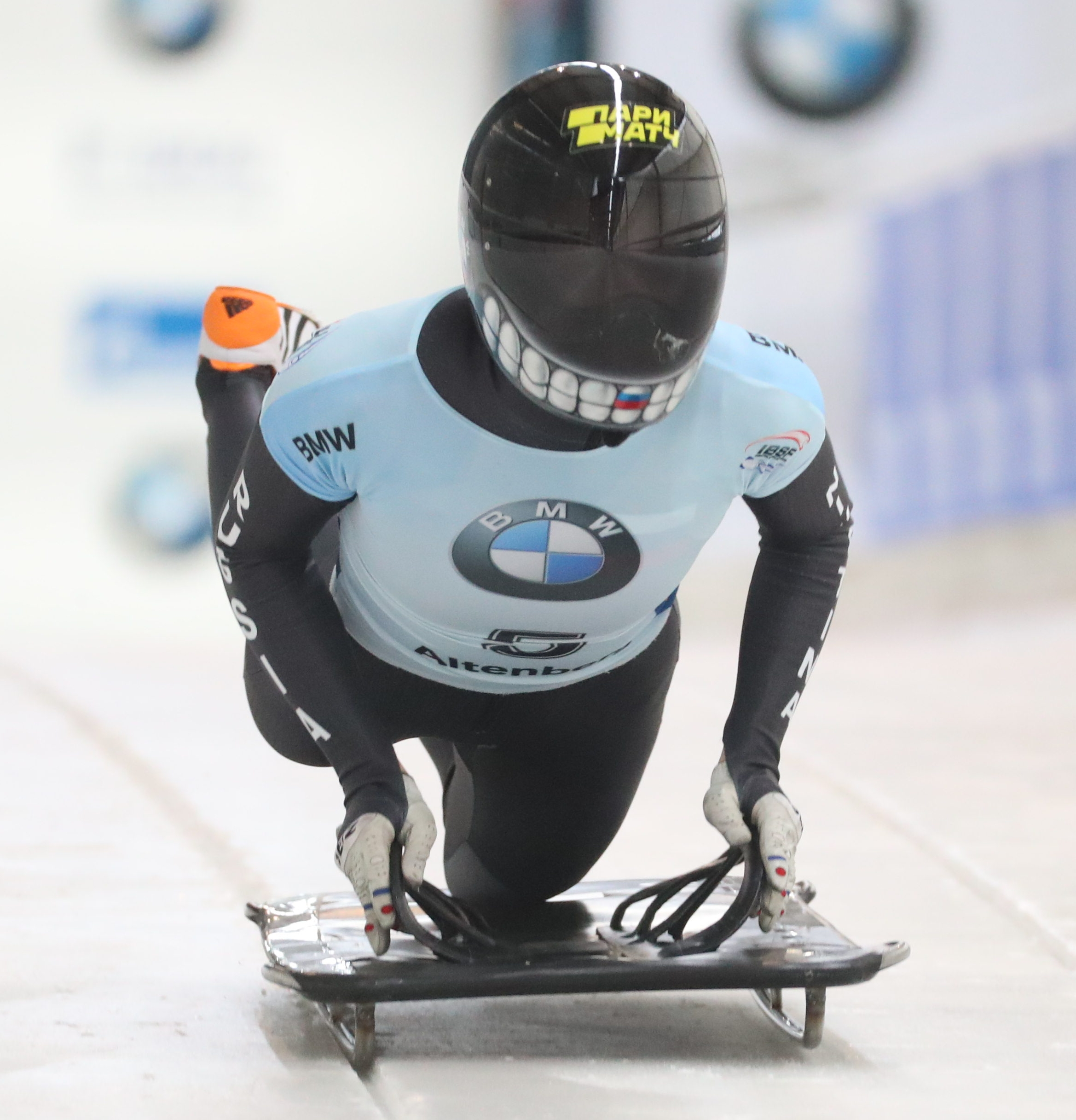
Jelena Nikitina bei den Bob- und Skeleton-Weltmeisterschaften 2020 in Altenberg

Jelena Nikitina begann 2008 mit dem Skeleton und stieß 2009 zum Nationalkader. In der Saison 2010/11 debütierte sie im Europacup und konnte mehrere Platzierungen unter den besten 15 erreichen. Daraufhin kam sie in der Saison 2011/12 neben dem Europacup auch im Intercontinentalcup zum Einsatz, wo sie unter anderem einen vierten Rang in Sigulda erreichen konnte. Bei den Juniorenweltmeisterschaften 2012 in Igls wurde Nikitina Achte. Im Winter 2012/13 startete Nikitina erstmals im Nordamerikacup und konnte bei den ersten Saisonrennen in Calgary mit den Rängen sechs und vier überzeugen. Daraufhin debütierte sie in Winterberg im Weltcup. Kurz darauf wurde sie in Igls Juniorenweltmeisterin 2012 und konnte an gleicher Stelle zwei Siege im Intercontinentalcup feiern. Noch im selben Monat gewann sie ebenfalls in Igls ihr erstes Weltcup-Rennen und wurde gleichzeitig Europameisterin. Bei der Weltmeisterschaft 2013 in St. Moritz belegte sie den 15. Platz.
In der Saison 2013/14 kam sie nach guten Ergebnissen im Nordamerikacup erneut im Weltcup zum Einsatz, wobei ihre beste Platzierung ein zweiter Rang in Calgary war. Bei den Olympischen Spielen 2014 in Sotschi gewann sie die Bronzemedaille. In den Weltcup 2014/15 startete sie im Januar 2015 mit einem dritten Platz in Altenberg, nachdem sie die ersten beiden Saisonrennen im Intercontinentalcup bestritten hatte. Bei den folgenden Rennen konnte sie mit Plätzen zwischen 9 und 17 nicht an diese Leistung anknüpfen; bei der Junioren-WM in Altenberg wurde sie Achte. Die Weltmeisterschaft in Winterberg war für Nikitina bereits nach wenigen Sekunden beendet, da sie beim Start im ersten Lauf auf den Schlitten trat, dieser aus der Anlaufspur geriet und sie nicht mehr aufspringen konnte. In der Saison 2015/16 startete Nikitina zunächst bei drei Rennen im Weltcup, wo sie zu Saisonbeginn Sechste wurde, und wechselte dann in den Intercontinentalcup, wo sie zweimal siegte. Nach einem achten Rang bei der Europameisterschaft in St. Moritz gewann sie bei der Weltmeisterschaft in Igls Silber mit dem Team und Bronze im Einzelwettbewerb.
Am 19. November 2017 feierte Nikitina in Park City ihren zweiten Weltcupsieg.
Ende 2016 wurde Nikitina neben Alexander Tretjakow, Olga Potylizyna und Marija Orlowa im Zuge der Ermittlungen infolge des McLaren-Reports wegen mutmaßlicher Dopingvergehen während der Olympischen Spiele 2014 von Sotschi suspendiert. 2017 erhielt sie eine lebenslange Olympia-Sperre. Im Februar 2018 machte der Internationale Sportgerichtshof wegen ungenügender Beweislage die Aberkennung ihrer Medaille rückgängig und hob die Sperre auf.